# Offene Argentinische Polo-Meisterschaft 2009
Die 116ten Offenen Argentinischen Polo-Meisterschaften fanden vom 14. November 2009 bis zum 12. Dezember 2009 in der argentinischen Hauptstadt Buenos Aires statt. Sechs Mannschaften waren gesetzt aufgrund ihrer Erfolge in der Vergangenheit, zusätzlich wurden zwei weitere Mannschaften (Alegría und El Paraíso) nach einem eigenen Qualifikationsturnier vor den Argentinischen Meisterschaften für die Teilnahme zugelassen. 
Das Turnier endete mit einem historischen Finale zweier 40-Goals-Teams, das zwei sehr starke Mannschaften zeigte und, wie schon häufiger geschehen, erst in der Verlängerung durch ein sog. „Goldenes Tor“ von Mariano Aguerre für La Dolfina entschieden wurde. La Dolfina holte sich damit seinen fünften Titel bei den Argentinischen Open und machte damit erneut (nach 2005) die Hoffnung von Ellerstina auf den Gewinn der „Triple Corona“ (Gewinn der Tortugas Open, Hurlingham Open und Argentinischen Open in einem Jahr) zunichte. 
Das Finale verlief wie folgt:
La Dolfina: 2-2, 3-5, 7-7, 10-10, 11-12, 13-13, 14-15, 16-16 und 17-16.
Den „Lady Susan Townley Cup“ für das beste Pferd des Turniers erhielt Adolfo Cambiaso für Dolfina Cuartetera. Als bester Spieler des Finales wurde Pablo Mac Donough ausgezeichnet, „Torschützenkönig“ des Turniers war Adolfo Cambiaso.

## Teilnehmende Mannschaften
Die teilnehmenden Teams waren:
| - Zone A: - Ellerstina Etiqueta Negra (Handicap 40) - Facundo Pieres (10) - Gonzalo Pieres (10) - Pablo Mac Donough (10) - Juan Martin Nero (10) - Pilará Piaget (37) - Agustín Merlos (10) - Santiago Chavanne (8) - Sebastián Merlos (9) - Marcos Heguy (10) - Indios Chapaleufú II (34) - Alberto Heguy Jun. (8) - Ignacio Heguy (9) - David Stirling Jun. (8) - Eduardo Heguy (9) - Alegría Air France (31) - Frederick Mannix (6) - Francisco Bensadón (8) - Juan Ignacio Merlos (9) - Luke Tomlinson (8) | - Zone B - La Dolfina Peugeot (40) - Adolfo Cambiaso (10) - Lucas Monteverde (10) - Mariano Aguerre (10) - Bartolomé Castagnola (10) - La Aguada Tupungato Winelands (37) - Javier Novillo Astrada (9) - Eduardo Novillo Astrada (9) - Miguel Novillo Astrada (10) - Ignacio Novillo Astrada (9) - Chapa Uno Hope Funds (34) - Rodrigo Ribeiro de Andrade (8) - Hilario Ulloa (8) - Bautista Heguy (9) - Francisco de Narváez (9) - El Paraíso (31) - Guillermo Caset (8) - Ignacio Toccalino (8) - Mariano González (8) - Alejandro Novillo Astrada (7) |

## Turnierverlauf
| Runde                 | Mannschaften                      | Ergebnis |
| --------------------- | --------------------------------- | -------- |
| Qualifikationsrunde 1 | Ellerstina - Alegría              | 20 - 15  |
| Qualifikationsrunde 1 | Pilará – Indios Chapaleufú II     | 16 - 15  |
| Qualifikationsrunde 1 | La Dolfina – El Paraíso           | 21 - 8   |
| Qualifikationsrunde 1 | La Aguada – Chapa Uno             | 13 - 9   |
| Qualifikationsrunde 2 | Pilará - Alegría                  | 17 - 14  |
| Qualifikationsrunde 2 | Indios Chapaleufú II - Ellerstina | 14 - 13  |
| Qualifikationsrunde 2 | La Aguada – El Paraíso            | 17 - 8   |
| Qualifikationsrunde 2 | La Dolfina – Chapa Uno            | 15 - 14  |
| Qualifikationsrunde 3 | Indios Chapaleufú II - Alegría    | 15 - 14  |
| Qualifikationsrunde 3 | Ellerstina – Pilará               | 15 - 13  |
| Qualifikationsrunde 3 | El Paraíso – Chapa Uno            | 13 - 12  |
| Qualifikationsrunde 3 | La Dolfina – La Aguada            | 18 - 13  |
| Finale 12. 12.09      | La Dolfina – Ellerstina           | 17 - 16  |